# Ptah-Sokar-Osiris
Pour les articles homonymes, voir Ptah (homonymie).
Ptah-Sokar-Osiris est un syncrétisme de trois dieux égyptiens : Sokaris, Ptah et Osiris.

## Caractéristiques
Sokaris est un dieu memphite tout comme Ptah, mais à caractère funéraire, Osiris également. 
Dans la mythologie égyptienne, Ptah (Celui qui crée) est le démiurge de Memphis , dieu des artisans, des artistes et des architectes. 
Sokar ou Sokaris est, dans la mythologie égyptienne, la déification de l'acte de séparer, ce qui correspond à peu près à la séparation de l'âme du corps après la mort. 
Osiris, dieu du panthéon égyptien et roi mythique de l'Égypte antique est l'inventeur de l'agriculture et de la religion. Il meurt noyé dans le Nil par son frère Seth. Malgré le démembrement de son corps, il retrouve la vie par la puissance magique de sa sœur Isis. Le martyre d'Osiris lui vaut de gagner le monde de l'au-delà dont il devient le souverain et le juge suprême.
Le Ptah-Sokar-Osiris représente un mélange de ces trois divinités et est vénéré à Memphis. Il a des fonctions osiriennes et veille sur la nécropole de Saqqarah, en face de la ville de Ptah.
Il existe une autre forme de Ptah et Sokaris, Ptah-Sokar vénéré à Memphis. 

Ptah-Sokar-Osiris, au musée du Louvre
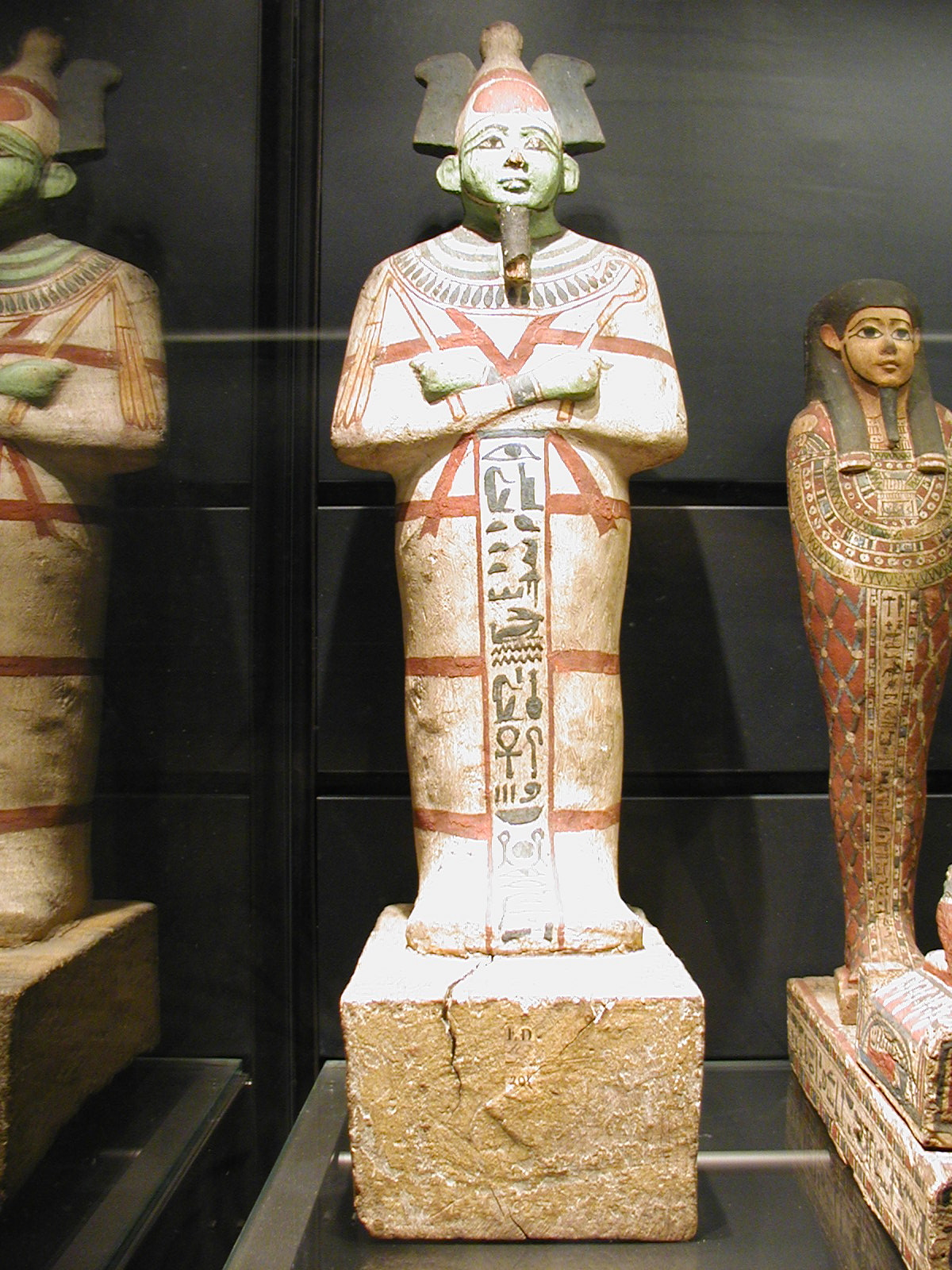
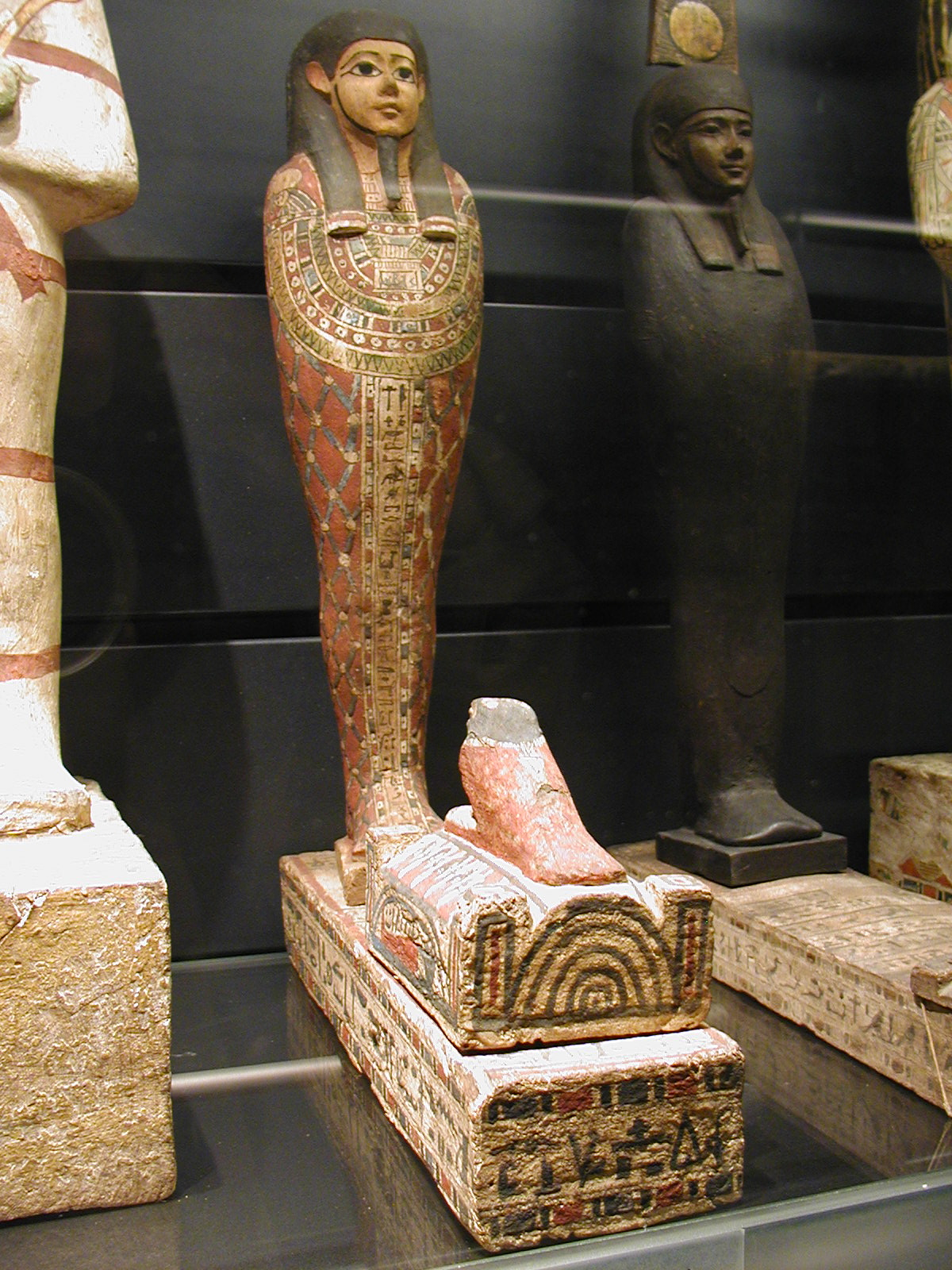
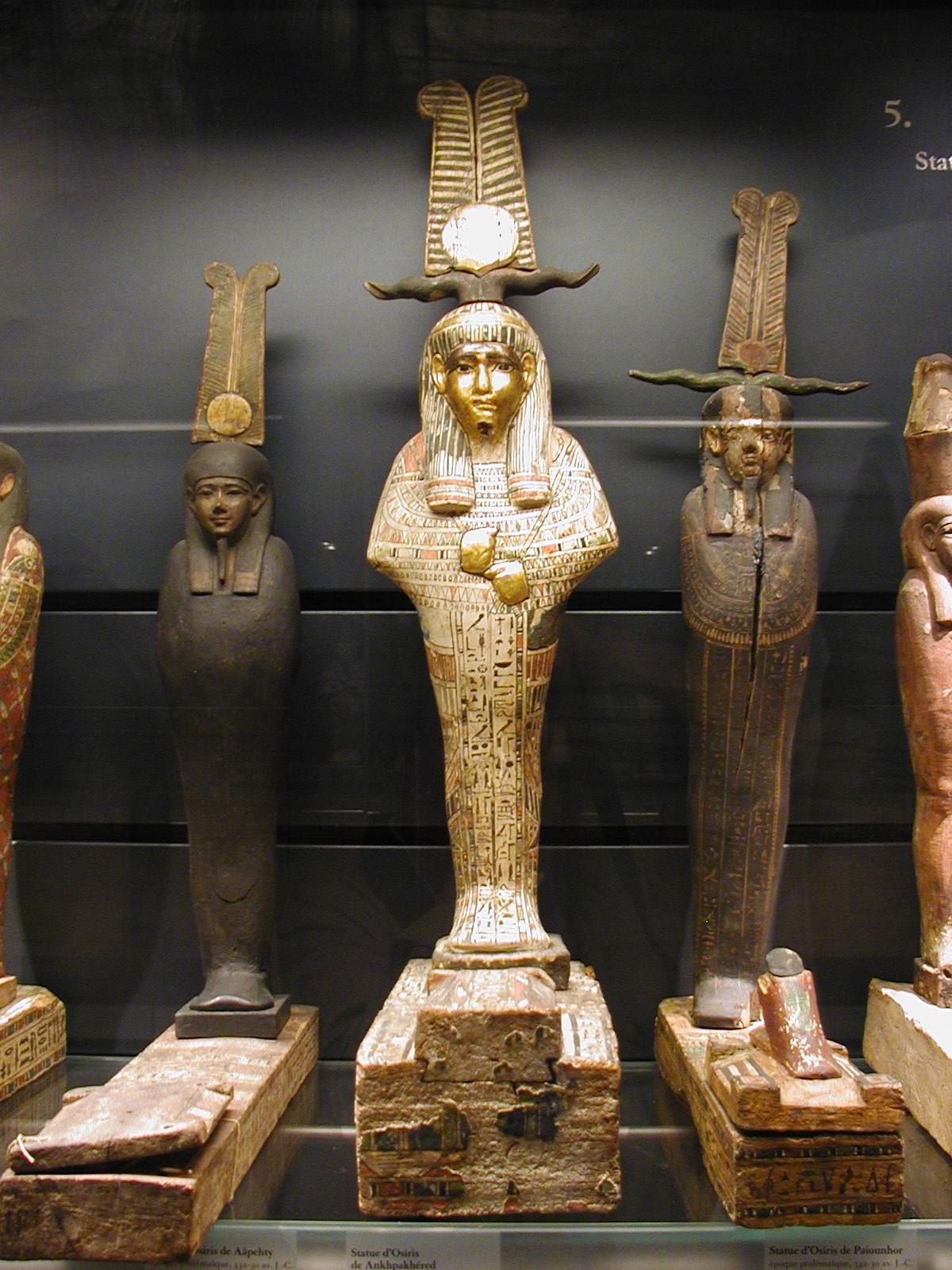

Ptah-Sokar-Osiris, dans d'autres musées
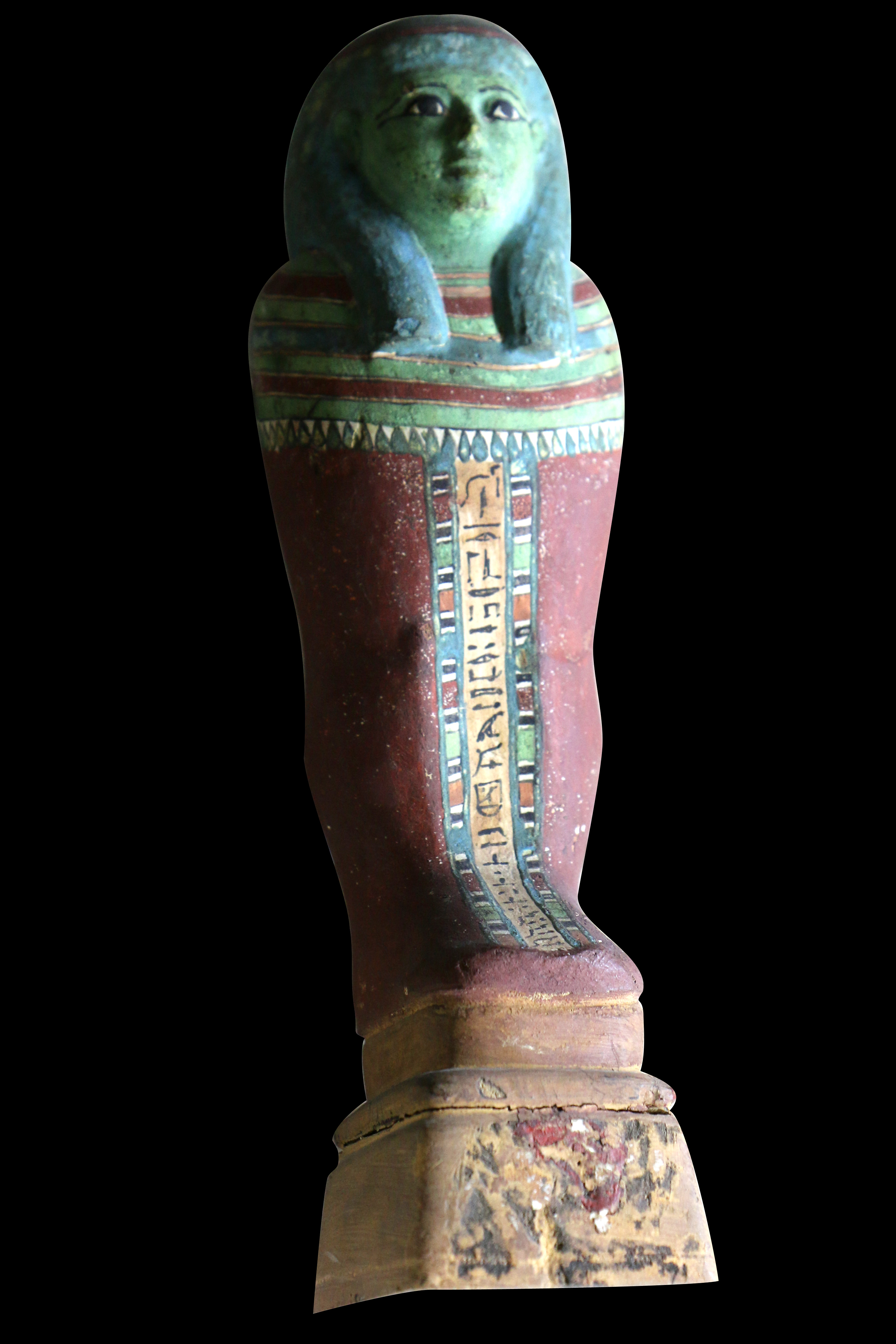
Marseille, Musée d'archéologie méditerranéenne
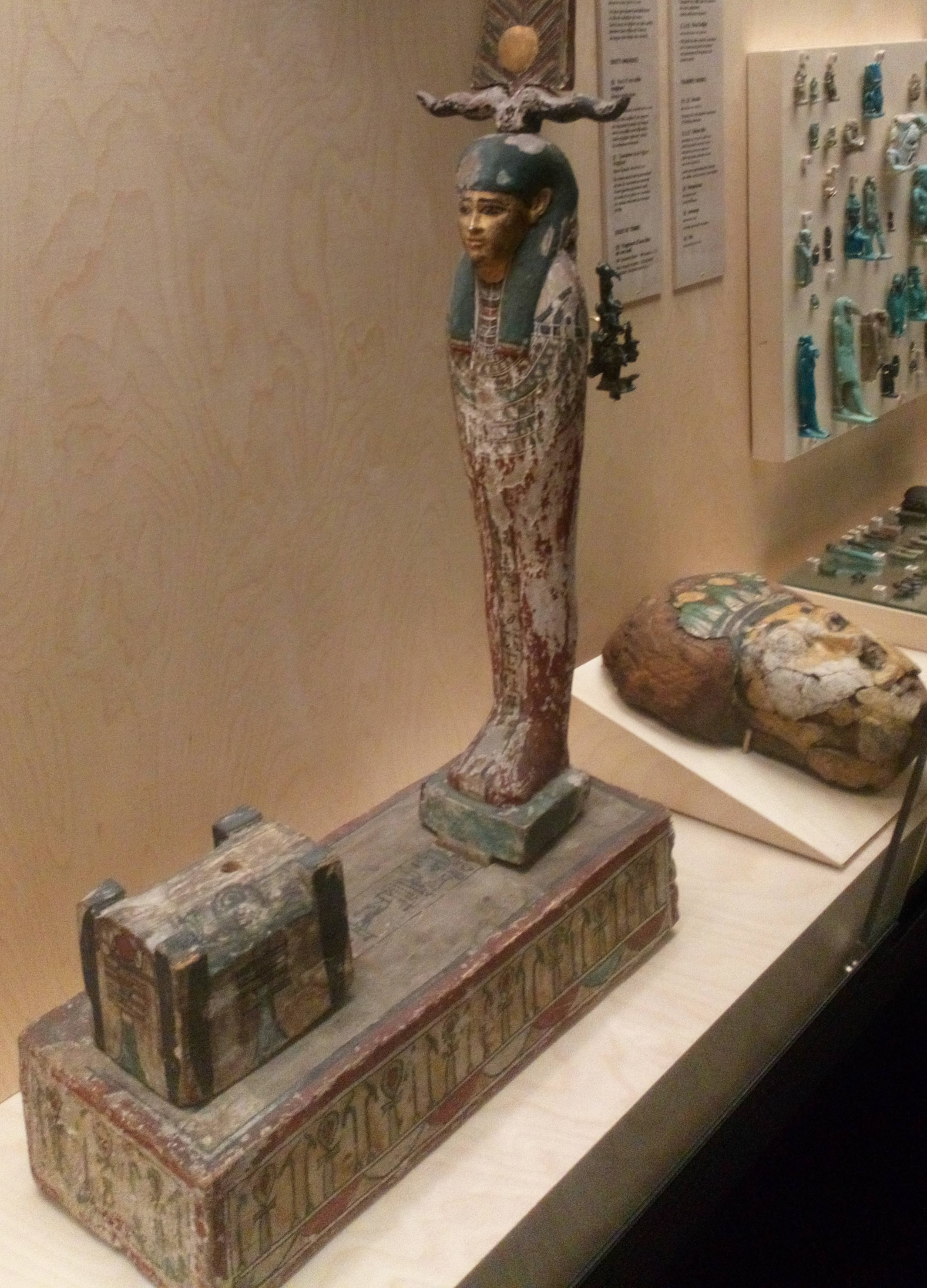
Amiens, Musée de Picardie
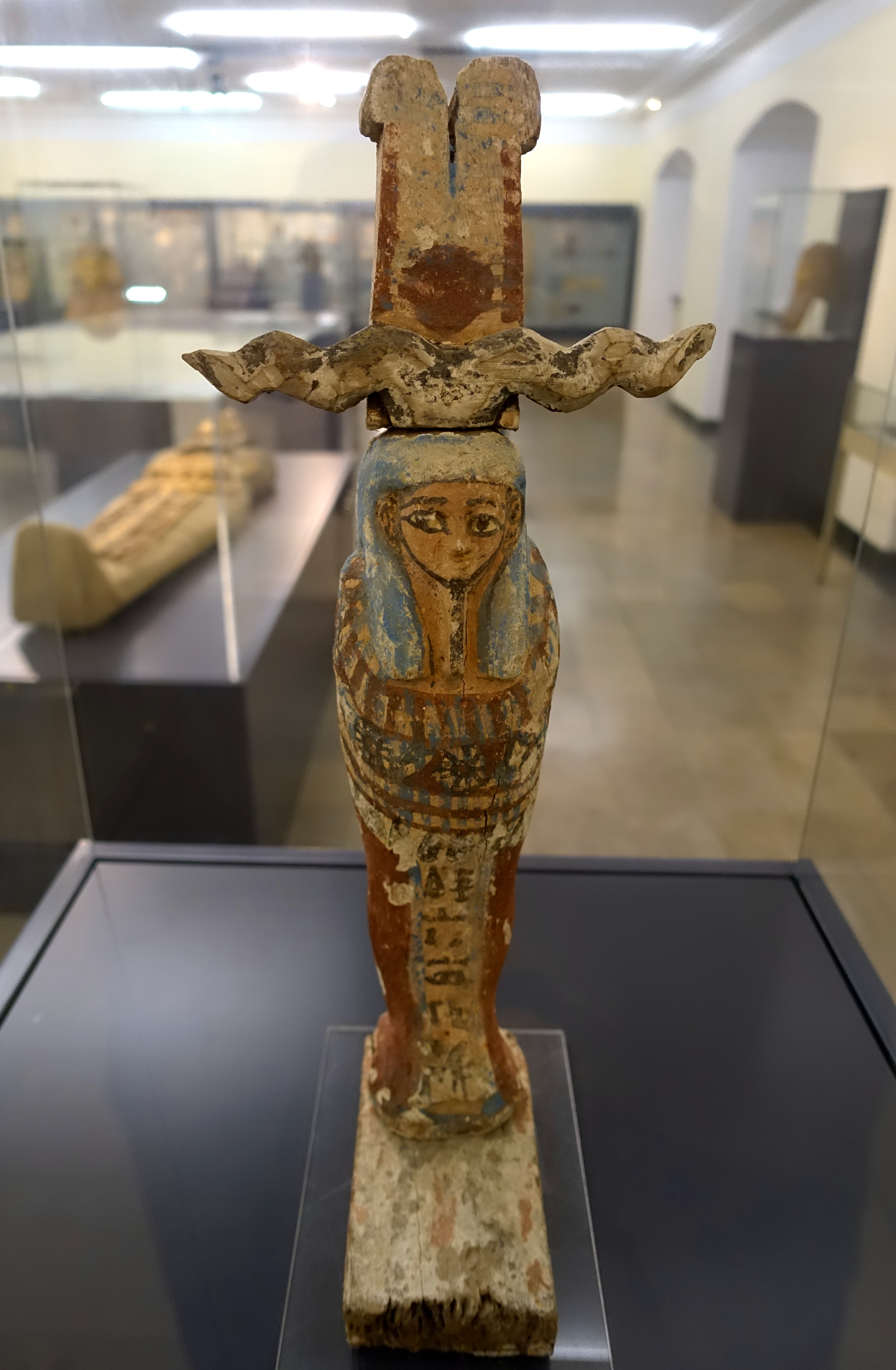
Würzburg, Martin von Wagner Museum